# Wischomlja
Wischomlja (ukrainisch Віжомля; russisch Вижомля, polnisch Ożomla, deutsch Schumlau) ist ein Dorf in der westukrainischen Oblast Lwiw mit etwa 1250 Einwohnern.

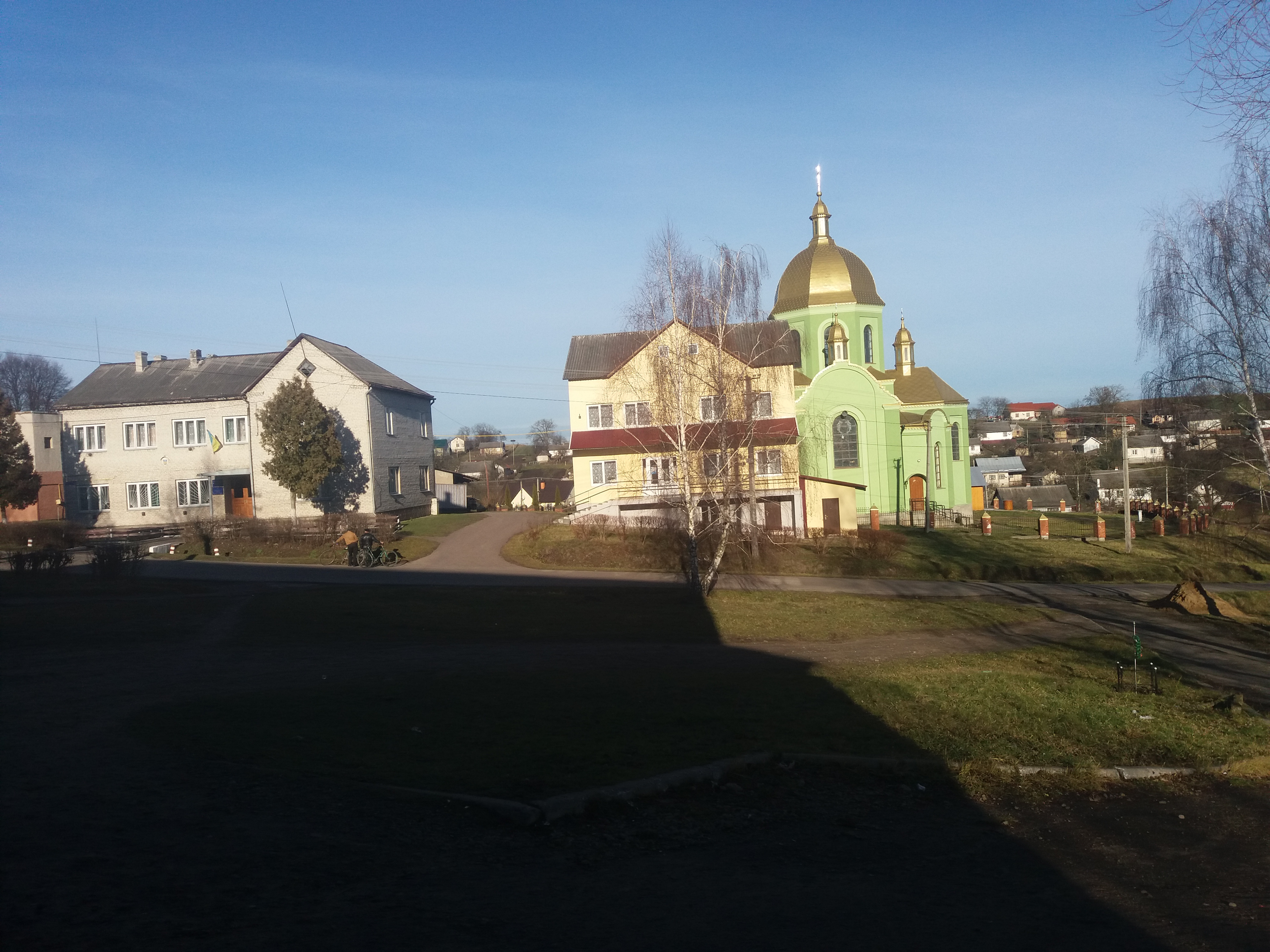
Orthodoxe Kirche, erbaut 1560

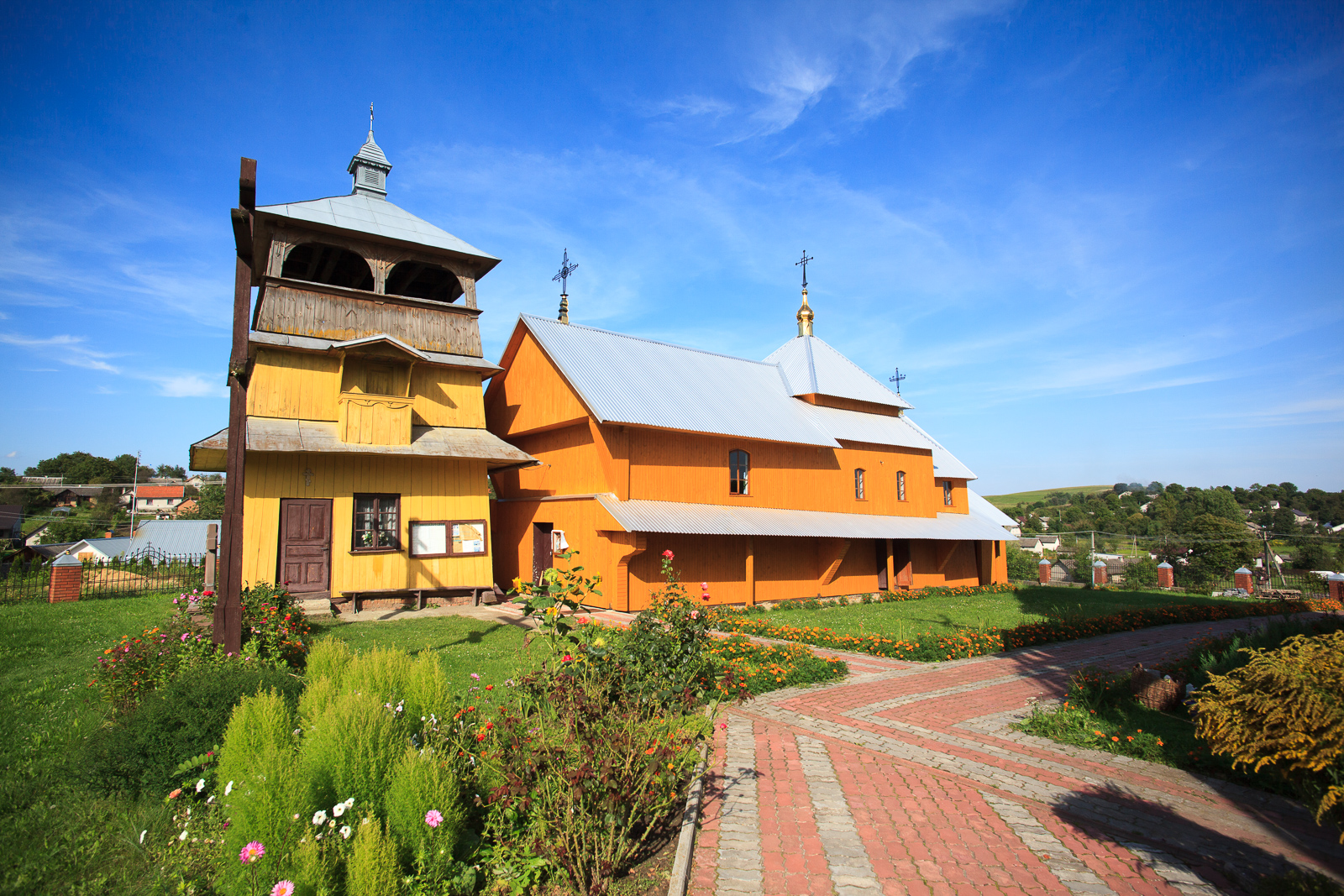
Kirche der Auferstehung des Herrn

Am 12. Juni 2020 wurde das Dorf ein Teil der neu gegründeten Stadtgemeinde Jaworiw im Rajon Jaworiw; bis dahin bildete es zusammen mit den Dörfern Hlynez, Nowosilky (Новосілки), Schtschyhli (Щиглі) und Tschornokunzi (Чорнокунці) die Landratsgemeinde Wischomlja (Віжомлянська сільська рада/Wischomljanska silska rada) im Rajon Jaworiw.

## Geschichte
Der Ort wurde im Jahre 1376 erstmals urkundlich erwähnt. Er gehörte zunächst zur Woiwodschaft Ruthenien der Adelsrepublik Polen-Litauen. Bei der Ersten Teilung Polens kam das Dorf 1772 zum neuen Königreich Galizien und Lodomerien des habsburgischen Kaiserreichs (ab 1804), seit 1867 war es dann hier in den Bezirk Jaworów eingegliedert.
Im Jahre 1900 hatte die Gemeinde Ożomla 230 Häuser mit 1342 Einwohnern, davon 1024 ruthenischsprachige, 282 polnischsprachige, 36 deutschsprachige, 996 griechisch-katholische, 306 römisch-katholische, 16 Juden, 25 anderen Glaubens.
Nach dem Ende des Polnisch-Ukrainischen Kriegs 1919 kam die Gemeinde zu Polen. Im Jahre 1921 hatte die Gemeinde Ożomla 272 Häuser mit 1466 Einwohnern, davon 739 Polen, 727 Ruthenen, 1015 griechisch-katholische, 432 römisch-katholische, 2 evangelische, 17 Juden (Religion)
Im Zweiten Weltkrieg gehörte der Ort zuerst zur Sowjetunion und ab 1941 zum Generalgouvernement, ab 1945 wieder zur Sowjetunion, heute zur Ukraine.

### Schumlau
Im Jahre 1783 im Zuge der Josephinischen Kolonisation wurden auf dem Grund des Dorfes deutsche Kolonisten lutherischer Konfession angesiedelt. Die Kolonie wurde Schumlau genannt und wurde eine unabhängige Gemeinde. Die Protestanten gründeten eine Filialgemeinde der Pfarrgemeinde Hartfeld in der Evangelischen Superintendentur A. B. Galizien. Ein evangelisches Bethaus wurde im Jahre 1837 gebaut, das im Jahre 1865 verbrannt wurde.
Im Jahre 1900 hatte die Gemeinde Schumlau 47 Häuser mit 301 Einwohnern, davon 245 deutschsprachige, 47 polnischsprachige, 9 ruthenischsprachige, 41 römisch-katholische, 15 griechisch-katholische, 14 Juden, 231 anderen Glaubens.
Im Jahre 1921 hatte die Gemeinde Schumlau 56 Häuser mit 335 Einwohnern, davon 162 Polen, 122 Deutsche, 51 Ruthenen, 140 evangelische, 119 römisch-katholische, 54 griechisch-katholische, 22 Juden (Religion).
Am 25. September 1924 wurde der Name auf Ożomla Mała geändert.